# Умершие в сентябре 1942 года
Это список известных людей, соответствующих установленным критериям значимости (см. Википедия:Критерии значимости персоналий), умерших в сентябре 1942 года.
Причина смерти указывается лишь в исключительных случаях (убийство, самоубийство, гибель в результате военных действий, смертная казнь, ДТП или несчастные случаи). В остальных случаях — не указывается.

## 1 сентября
- Алыпов, Алексей Иванович — мостостроитель, Герой Социалистического Труда (посмертно), погиб при бомбёжке.
- Джувенал, Джеймс (68) — американский гребец, чемпион летних Олимпийских игр в Париже (1900), серебряный призёр летних Олимпийских игр в Сент-Луисе (1904)

## 2 сентября
- Готшалк, Эрнст (64) — немецкий скульптор.
- Масалыкин, Иван Григорьевич — юный герой-пионер Великой Отечественной войны.
- 47 воспитанников Нижне-Чирского детского дома для умственно отсталых детей — расстреляны отделением Харьковской зондеркоманды.

## 3 сентября
- Павлич, Степан (24) — югославский партизан, участник Народно-освободительной войны Югославии, Народный герой Югославии (посмертно). Казнён усташами.

## 4 сентября
- Беляков, Василий Герасимович — закрыл своим телом амбразуру пулемёта.
- Горазд (Павлик) (63) — первый предстоятель вновь образованной Чехословацкой Православной Церкви в юрисдикции Сербской Православной Церкви. Расстрелян немецкими оккупантами. Канонизирован в Православной Церкви Чешских земель и Словакии.
- Пирожков, Борис Григорьевич (25) — командир эскадрильи 787-го истребительного авиационного полка старший лейтенант, Герой Советского Союза.
- Приступа, Иван Степанович — закрыл своим телом амбразуру пулемёта.
- Руис Ибаррури, Рубен (22) — командир пулемётной роты, капитан, Герой Советского Союза (посмертно), сын Долорес Ибаррури, умер от ран, полученных в бою, в госпитале.
- Ширяев, Всеволод Александрович (31) — командир эскадрильи 806-го штурмового авиационного полка (289-я штурмовая авиационная дивизия, 8-я воздушная армия, Сталинградский фронт), капитан. Герой Советского Союза (посмертно). Погиб в бою.

## 5 сентября
- Бандера, Василий Андреевич (27) — украинский общественный и политический деятель, младший брат Степана Бандеры.
- Ващенко, Алексей Егорович — участник Великой Отечественной войны, автоматчик 272-го стрелкового полка 10-й стрелковой дивизии внутренних войск НКВД СССР 62-й армии Юго-Восточного фронта, красноармеец. Закрыл своим телом амбразуру пулемёта.
- Янгас, Нестер Кириллович — чувашский прозаик и поэт. Репрессирован. Умер в советской тюрьме.

## 6 сентября
- Ле Хонг Фонг — вьетнамский революционер, генеральный секретарь Коммунистической партии Индокитая (1935—1936)

## 7 сентября
- Бо, Сесилия (87) — американская художница.
- Кретов, Николай Фёдорович (33) — участник Великой Отечественной войны, командир танковой роты 23-й танковой бригады 16-й армии Западного фронта, лейтенант. Герой Советского Союза (1942).
- Юзьвяк, Чеслав (23) — блаженный Римско-Католической Церкви, мученик, мирянин. Расстрелян немецкими оккупантами.

## 8 сентября
- Баргельский, Адам (39) — блаженный Римско-Католической Церкви, священник, мученик. Погиб в Дахау
- Глазков, Василий Андреевич — советский военный деятель, генерал-майор, командир 35-я гвардейской стрелковой дивизии. Погиб в бою
- Зубов, Антон Михайлович (35) — советский художник.
- Новицкий, Виктор Михайлович (14) — пионер-герой, героически погиб при обороне Новороссийска.

## 9 сентября
- Зиновий (Дроздов) (67) — епископ Русской православной церкви, архиепископ Тамбовский. Репрессирован. Умер в советском лагере.
- Канкава, Владимир Александрович (26) политрук Рабоче-крестьянской Красной Армии, участник Великой Отечественной войны, Герой Советского Союза (посмертно) (1942). Погиб в бою.
- Кривошеев, Ефим Автономович (26) — советский лётчик-истребитель, Герой Советского Союза (посмертно). Погиб в бою.

## 10 сентября
- Гумплович, Владислав (73) — польский политический деятель, публицист, географ и экономист.
- Дубелир, Григорий Дмитриевич (68) — российский учёный, специалист по городскому планированию
- Игнатов, Геннадий Петрович (17) — партизан-разведчик, Герой Советского Союза (посмертно). Погиб при подрыве немецкого эшелона
- Игнатов, Евгений Петрович (27) — Герой Советского Союза, командир группы разведчиков и минёров партизанского отряда Игнатова П. К.(Бати), действовавшего в Краснодарском крае, Герой Советского Союза (посмертно). Погиб при подрыве немецкого эшелона.
- Хомич, Павел Семёнович (48) — священник Римско-католической церкви, глава Апостольской администратуры Ленинграда. Расстрелян органами НКВД.
- Эмиров, Валентин Аллахиярович (27) — капитан Красной Армии, командир 926-го истребительного авиационного полка 219-й бомбардировочной авиационной дивизии 4-й воздушной армии Закавказского фронта, Герой Советского Союза (посмертно). Погиб в бою

## 11 сентября
- Колесова, Елена Фёдоровна (22) — разведчица, командир диверсионной группы партизанского отряда специального назначения (войсковая часть № 9903[1]); смертельно ранена в бою, Герой Советского Союза.
- Мютцельбург, Рольф (29) — немецкий офицер-подводник, капитан-лейтенант, участник Второй мировой войны. Погиб в результате несчастного случая.

## 12 сентября
- Наумов, Стеван (21) — югославский македонский студент и партизан Народно-освободительной войны, Народный герой Югославии (посмертно). Погиб в бою.
- Нурадилов, Ханпаша Нурадилович (20) — участник Великойотечественнойвойны, командир пулемётного взвода 5-й гвардейской кавдивизии, Герой Советского Союза (посмертно). Погиб в бою.
- Яровой, Филипп Степанович — командир 2-й авиационной эскадрильи 131-го истребительного авиационного полка 217-й истребительной авиационной дивизии 4-й воздушной армии Закавказского фронта, Герой Советского Союза, лейтенант. Герой Советского Союза (посмертно). Погиб в бою.

## 13 сентября
- Лабутин, Пётр Иванович — участник Великой Отечественной войны, сапёр 366-го отдельного сапёрного батальона 189-й стрелковой дивизии, 42-й армии, Ленинградского фронта,красноармеец. Закрыл своим телом пулемёт.
- Паркинсон, Джек — английский футболист, нападающий.
- Фляксбергер, Константин Андреевич (62) — российский биолог, исследователь пшеницы. Репрессирован, умер в тюремной больнице от истощения. Реабилитирован посмертно.
- Хазов, Владимир Петрович — советский офицер, танкист-ас, участник Великой Отечественной войны, Герой Советского Союза, старший лейтенант. Погиб в бою.

## 15 сентября
- Иванов, Михаил Михайлович (47) — советский военачальник, генерал-майор (1940), командующий 24-й армией, начальник тыла 3-й резервной армии. Погиб на фронте при артобстреле.
- Цирулис, Ансис (59) — латвийский художник и дизайнер. Умер от уремии. автор государственного флага Латвии, первой почтовой марки Латвии, проекта интерьера зала аккредитации послов в президентском дворце в Риге.
- Иван Яковенко (32) — советский государственный и партийный деятель, секретарь Ворошиловградского подпольного областного комитета КП(б) Украины (1942).

## 16 сентября
- Бигатто, Карло (47) — итальянский футболист и тренер.
- Остен, Мария (34) — немецкая писательница. Расстреляна в советской тюрьме.

## 17 сентября
- Нечаева, Клавдия Андреевна (26) — советская военная лётчица, командир звена, участница Великой Отечественной войны. Погибла в бою.
- Тушински, Абрахам Ицек (56) — нидерландский бизнесмен еврейско-польского происхождения, построивший Театр Тушински, и кинотеатры в Роттердаме. Погиб в Освенциме.
- Хинрихсен, Генри — немецкий издатель еврейского происхождения. Погиб в нацистском концентрационном лагере.

## 18 сентября
- Кут, Юзеф (37) — блаженный Римско-Католической Церкви, священник. Погиб в Дахау.
- Вальдемар Метзенсин (р. 1875), германоамериканский учёный и преподаватель немецкого языка, профессор (Техасский университет в Остине, штат Техас), спортивный тренер.

## 19 сентября
- Левков, Рампо (33) — македонский юрист, участник Народно-освободительной войны Югославии, Народный герой Югославии (посмертно). Замучен болгарскими оккупантами.
- Наст, Конде (69) — основатель ведущего американского издательского дома Condé Nast Publications
- Рабинович, Адольф Иосифович (49) — российский и советский учёный, физикохимик, Член-корреспондент АН СССР (1933).

## 20 сентября
- Лютвиц, Вальтер фон (83) — немецкий генерал, получивший известность благодаря своему участию в капповском путче.
- Улманис, Карлис Индрикович (65) — латвийский политический и государственный деятель, президент Латвии (1934—1940). Репрессирован. Реабилитирован посмертно

## 21 сентября
- Гандлирж, Ярослав (53) — чехословацкий политический деятель. Погиб в Освенциме
- Саймс, Джон (63) — британский крикетист, чемпион летних Олимпийских игр 1900.

## 22 сентября
- Баланос, Николаос — греческий архитектор
- Карначёнок, Николай Александрович — лейтенант авиации, командир авиационного истребительного звена. Герой Советского Союза (посмертно). Погиб в бою.

## 23 сентября
- Каррикаберри, Альфредо (41) — аргентинский футболист баскского происхождения. Серебряный призёр Олимпийских игр 1928 года. Чемпион Южной Америки 1927 года.
- Каулер, Хуго (48) — эстонский генерал-майор. Расстрелян в советском лагере.
- Коган, Павел Давыдович (24) — русский советский поэт романтического направления, автор «Бригантины»; пал в бою.
- Щербина, Василий Васильевич (28) — Герой Советского Союза.

## 24 сентября
- Бакулин, Иван Иванович (42) — один из организаторов подпольной борьбы на Украине, секретарь Харьковского подпольного обкома КП(б)У. Замучен немецкими оккупантами.
- Густафссон, Янне (59) — шведский стрелок, серебряный призёр летних Олимпийских игр в Лондоне (1908) в стрельбе из винтовки на 300 метров в командном зачёте
- Фатьянов, Андрей Ефремович (36) — Герой Советского Союза.

## 25 сентября
- Илич, Милан — югославский партизан, участник Народно-освободительной войны, Народный герой Югославии (посмертно). Погиб в бою.
- Липаев, Иван Васильевич (77) — российский тромбонист, музыкальный критик, музыкальный писатель, музыковед и общественный деятель. Умер вэвакуации в Ташкенте.
- Ниедра, Андриевс (71) — латвийский политик, писатель, публицист, пастор лютеранской церкви.

## 26 сентября
- Буковец, Франц (32) — югославский словенский партизан, участник Народно-освободительной войны Югославии. Народный герой Югославии(посмертно). Погиб в бою с итальянскими оккупантами.
- Догордуров, Егор Дмитриевич — участник Великой Отечественной войны, лейтенант, снайпер, командир 369-й отдельной разведывательной роты 294-й стрелковой дивизии[1].
- Оскаленко, Дмитрий Ефимович (22) — лётчик-истребитель, гвардии капитан, командир звена 26-го истребительного авиационного полка, Герой Советского Союза (посмертно). Погиб в бою.

## 27 сентября
- Кость Герасименко — украинский советский поэт и драматург.
- Зимин, Василий Васильевич (68) — — русский военачальник, военный востоковед, генерал-майор и первый выборный атаман Забайкальского казачьего войска. Участник похода в Китай 1900—1901 годов, русско-японской и первой мировой войн. Умер в Шанхае.

## 28 сентября
- Лаврова-Берг, Марина Давыдовна (44) — советский астроном, специалист по спектрофотометрии. Покончила жизнь самоубийством в эвакуации в Алма-Ате.
- Навальнева, Клара Васильевна  — юная герой-пионер Великой Отечественной войны, замучена и убита фашистами в сентябре 1942 года.
- Павленко, Венера  — юная герой-пионер Великой Отечественной войны, замучена и убита фашистами в сентябре 1942 года.

## 29 сентября
- Винавер, Михаил Львович — российский и польский политический деятель, правозащитник.
- Вычугов, Николай Леонтьевич — инженер-технолог Сталинградского тракторного завода.
- Кизель, Александр Робертович (60) — русский и советский биохимик, профессор Московского университета. Основатель кафедры биохимии растений МГУ. Расстрелян по приговору суда. Реабилитирован посмертно.
- Познанская, София — польская и советская разведчица еврейского происхождения, член разведывательной сети «Красная капелла», шифровальщица, покончила жизнь самоубийством в нацистской тюрьме.
- Филатов, Михаил Михайлович (65) — русский и советский инженер-геолог, почвовед и грунтовед, один из создателей грунтоведения, основатель кафедры грунтоведения в МГУ, профессор почвоведения (1929), доктор геолого-минералогических и технических наук (1935), заведующий кафедрой грунтоведения МГУ (1938—1942), Заслуженный деятель науки РСФСР (1940).

## 30 сентября
- Бачурин, Владимир Павлович — юный разведчик в годы Великой Отечественной войны. расстрелян немецкими оккупантами.
- Бланш, Жак-Эмиль (81) — французский художник и писатель.
- Кобелев, Александр Васильевич — гражданский инженер, архитектор, член-корреспондент Петербургского общества архитекторов.
- Марсель, Ханс-Йоахим — немецкий воздушный ас Второй мировой войны по прозвищу Звезда Африки, один из лучших летчиков Второй мировой войны, погиб в результате несчастного случая.